# Manlio Cortelazzo
Manlio Cortelazzo (Padova, 19 dicembre 1918 – Padova, 3 febbraio 2009) è stato un linguista italiano, per anni decano degli etimologisti e dei dialettologi italiani.

## Biografia
Professore emerito di Dialettologia italiana presso la Facoltà di Lettere dell'Università di Padova, svolse la sua attività scientifica prevalentemente nell'Università patavina, dove tenne l'insegnamento di Dialettologia italiana (dal 1967, anno della sua istituzione, al 1989) e, per qualche tempo, anche quello di Glottologia. Fa eccezione un quadriennio passato nell'allora sede udinese dell'Università di Trieste, dove insegnò Storia della lingua italiana. Fu anche professore ospite nelle Università di Innsbruck, Graz e Budapest.
Diresse per parecchi anni il Centro di dialettologia italiana del Consiglio Nazionale delle Ricerche ricoprendo, inoltre, l'incarico di segretario prima e direttore poi dell'Atlante linguistico mediterraneo (Fondazione Giorgio Cini), componente del Comitato direttivo del Centro interuniversitario di studi veneti (Università di Venezia) e del Comitato scientifico per la cultura popolare veneta (Fondazione Giorgio Cini). Fu membro dell'Istituto veneto di scienze, lettere ed arti, della Deputazione di Storia Patria per le Venezie, dell'Accademia Galileiana di Padova e dell'Accademia Olimpica di Vicenza.
Addestratosi alle ricerche sul campo con le inchieste per l'Atlante linguistico mediterraneo, trasse da questa esperienza il Vocabolario marinaresco elbano (Pisa, 1965). Pubblicò inoltre due volumi di un manuale di dialettologia italiana (Avviamento critico allo studio della dialettologia italiana, Pisa, 1969 e 1972) e una storia dei dialetti italiani (I dialetti e la dialettologia in Italia fino al 1800, Tübingen, 1980).
Si occupò, in particolare, di storia dei dialetti del Veneto, a cominciare dalla tesi di laurea, poi pubblicata con il titolo Influsso linguistico greco a Venezia (Bologna, 1970), fino a giungere al recente, e monumentale, Dizionario veneziano della lingua e della cultura popolare nel XVI secolo (Limena, 2007), passando per le raccolte Parole venete (Vicenza, 1994), Itinerari dialettali veneti (Padova, 1999), Storie di proverbi veneti e d'altri luoghi (Montemerlo, 2002), Vocabolarietto veneto dell'amore (Padova, 2004). Sui dialetti del Veneto ha svolto anche un'ampia attività di divulgazione, in primis con la serie Guida ai dialetti veneti (Padova, 1979-93) e poi con le rubriche Parole padovane in Padova e il suo territorio e Osservatorio linguistico in Quatro Ciàcoe. Ha anche rivolto la sua attenzione al posto che potrebbe avere nella scuola non l'insegnamento vero e proprio del dialetto ma la sua conoscenza nell'ambito della cultura popolare. Ne sono usciti due volumi, commissionati dall'Assessorato Regionale alle Politiche per la Cultura e l'Identità veneta: la compilazione di Noi Veneti (2001, ristampato l'anno successivo) per le scuole dell'obbligo e il coordinamento del Manuale di cultura veneta (2004) per le scuole superiori. Profondo conoscitore dei rapporti, linguistici e culturali, dell'Italia con il Levante, ha raccolto parecchi suoi saggi sull'argomento nel volume Venezia, il Levante e il mare (Pisa, 1989). Si interessò anche del dialetto siciliano, curando nel 1998 la prefazione del volume Fantasimi dello scrittore e poeta siciliano Giuseppe Cavarra.
Ma la sua opera principale, il prodotto scientifico più impegnativo e di maggior risonanza nel mondo culturale, è il Dizionario etimologico della lingua italiana, in cinque volumi, ideato e redatto con Paolo Zolli (Bologna, Zanichelli, 1979-88), che ha aggiornato e sostituito il Dizionario etimologico italiano di Carlo Battisti e Giovanni Alessio, anch'esso in 5 volumi (Firenze, G. Barbera, 1950-57), come opera di riferimento per l'etimologia italiana. 
In campo lessicografico si segnala anche il Dizionario etimologico dei dialetti italiani, compilato con Carla Marcato (Torino, UTET, 1992, poi 1998), seguito da un secondo volume de I dialetti italiani. Storia, struttura, uso (Torino, UTET, 2002), insieme con altri collaboratori. Con Ugo Cardinale ha pubblicato il Dizionario di parole nuove (Torino, Loescher, 1986, poi 1989).
Gli sono state dedicate tre miscellanee di studi: Linguistica e dialettologia veneta. Studi offerti a Manlio Cortelazzo dai colleghi stranieri, a cura di G. Holtus e M. Metzeltin, Tübingen, 1983; Dialettologia e varia linguistica. Per Manlio Cortelazzo, a cura di G. Borgato e A. Zamboni, Padova, 1989; La dialettologia italiana oggi. Studi offerti a Manlio Cortelazzo, a cura di G. Holtus, M. Metzeltin e M. Pfister, Tübingen, 1989.
Di se stesso disse: «La sorte ha voluto assistessi al rapido (anche se nel Veneto meno veloce) tramonto delle parlate dialettali, che prelude alla loro estinzione, sia pure non così prossima come alcuni paventano. Per questo mi sono sentito investito del compito di recuperare non l'uso del dialetto, impresa che andrebbe contro la storia, ma la conservazione delle sue ultime tracce, ancora molto cospicue. Non si tratta di conservare per i posteri un materiale inerte, ma una documentazione, depositata nei modi dialettali, del giudizio sulle vicende storiche e sociali delle età trascorse, che la gente umile non era in grado di affidare alle scritture».
Anche il figlio Michele Cortelazzo è un linguista.

## Opere
- Valore attuale del tabù linguistico magico, Napoli, Istituto poligrafico editoriale meridionale, 1953 (estr.)
- Gergo marinaro e gergo militare, Napoli, L'arte tipografica, 1954 (estr.)
- Arabismi di Pisa e arabismi di Venezia, Firenze, L'arte della stampa, 1957 (estr.)
- L'elemento romanzo nei portolani greci, Venezia, Istituto per la collaborazione culturale, 1959 (estr.)
- Italianismi nel greco di Cefalonia, Firenze, Sansoni, 1959 (estr.)
- Vocabolario marinaresco elbano, Pisa, Arti grafiche Pacini Mariotti, 1965
- Avviamento critico allo studio della dialettologia italiana, I, Problemi e metodi, Pisa, Pacini, 1969
- L'influsso linguistico greco a Venezia, Bologna, R. Patron, 1970
- Avviamento critico allo studio della dialettologia italiana, III, Lineamenti di italiano popolare, Pisa, Pacini, 1972
- I dialetti e la dialettologia in Italia (fino al 1800), Tubingen, Narr, 1980
- Curiosità linguistica nella cultura popolare, Lecce, Milella, 1984
- Dizionario di parole nuove. 1964-1984, Torino, Loescher, 1986 (con Ugo Cardinale)
- Dizionario di parole nuove. 1964-1987, Torino, Loescher, 1989 (con Ugo Cardinale) (2ª ed. aumentata)
- Dizionario etimologico della lingua italiana (DELI), 5 voll., Bologna, Zanichelli, 1979-88 (con Paolo Zolli) (ed. minore, in un vol., 2004)
- Filologia senza dialettologia, Alessandria, Edizioni dell'orso, 1989
- Gabriele D'Annunzio e i dialetti veneti, Padova, CLEUP, 1990
- Dizionario etimologico dei dialetti italiani (DEDI), Torino, UTET, 1992 (con Carla Marcato)
- Parole venete, Vicenza, Neri Pozza, 1994
- I dialetti italiani. Dizionario etimologico, Torino, UTET, 1998 (con Carla Marcato) (2ª ed. aumentata del DEDI)
- I dialetti italiani. Storia, struttura, uso, Torino, UTET, 2002 (con altri collaboratori)
- Dizionario veneziano della lingua e della cultura popolare nel XVI secolo, Padova, La Linea, 2007
- Metodi statistici applicati all'italiano (con Arjuna Tuzzi), Bologna, Zanichelli, 2008